# Róbert Valenta
Róbert Valenta (sinh 10 tháng 1 năm 1990) là một tiền vệ bóng đá Slovakia câu lạc bộ ở Fortuna Liga FC Nitra.